# Andy Vaquero
Andy Vaquero Ruiz (17 marzo 1994) è un calciatore cubano, difensore svincolato della nazionale cubana.

## Carriera

### Club
Nel 2021, dopo otto stagioni consecutive nella prima divisione cubana, è andato a giocare in Canada nel Valour, club della prima divisione locale.

### Nazionale
Ha esordito in nazionale nel 2015; nel 2013 aveva invece partecipato ai Mondiali Under-20. Nel 2015 e nel 2019 ha partecipato alla CONCACAF Gold Cup.